# Kimble County
Kimble County je okres ve státě Texas v USA. K roku 2010 zde žilo 4 607 obyvatel. Správním městem okresu je Junction. Celková rozloha okresu činí 3 240 km².